# Provincia de Batna
Batna (en árabe: ولاية باتنة) es una provincia (wilaya) de Argelia. La capital lleva el mismo nombre: Batna.

## Localidades con población de abril de 2008
- Abdelkader Azil 14,304
- Aïn Djasser 15,704
- Aïn Touta 59,904
- Aïn Yagout 10,856
- Arris 30,207
- Barika 104,388
- Batna 290,645
- Ben Foudala El Hakania 1,511
- Bitam 11,855
- Boulhilat 7,177
- Boumaguer 8,474
- Boumia 854
- Bouzina 13,383
- Chemora 17,074
- Chir 5,478
- Djerma 3,436
- Djezar 22,124
- El Hassi 7,990
- El Madher 18,502
- Fesdis 7,517
- Foum Toub 6,025
- Ghassira 7,327
- Gosbat 17,074
- Guigba 10,225
- Hidoussa 2,378
- Ichmoul 10,240
- Inoughissen 3,484
- Kimmel 4,355
- Ksar Bellezma 9,033
- Lazrou 5,143
- Lemsane 5,108
- Maafa 2,880
- M'doukel 9,010
- Menaa 13,510
- Merouana 38,656
- N'Gaous 29,504
- Oued Chaaba 7,236
- Oued El Ma 20,288
- Oued Taga 18,116
- Ouled Ammar 8756
- Ouled Aouf 1,724
- Ouled Fadel 10,860
- Ouled Sellam 19,635
- Ouled Si Slimane 12,473
- Ouyoun El Assafir 11,513
- Rahbat 10,806
- Ras El Aioun 22,551
- Sefiane 14,327
- Seggana 5,769
- Seriana 15,445
- Talkhamt 19,973
- Taxlent 8,605
- Tazoult 27,493
- Teniet El Abed 11,388
- Tighanimine 4,142
- Tigherghar 6,800
- Tilatou 3,004
- Timgad 11,828
- T'Kout 11,161
- Zanet El Beida 10,564

## División administrativa
La provincia está dividida en 22 dairas (distritos), que a su vez se dividen en 61 comunas (ciudades). Algunas de las comunas más importantes son: Arris, Barika, Batna, Merouana y Timgad.

## Geografía
En esta provincia se encuentra el parque nacional de Belezma, uno de los más importantes del país.

## Demografía
Batna, la capital de la provincia, es la quinta ciudad más poblada de Argelia.

## Economía
La economía está basada en la industria pesada iniciada durante la primera mitad de la década de 1970, en campos como la industria química y textil.